# マレク・マーズ
マレク・マーズ・アル＝ハウサウィ（アラビア語: مالك علي معاذ الهوساوي、ラテン翻字: Malek Mouath、1981年8月10日 - ）はサウジアラビア出身の同国代表サッカー選手。ポジションはフォワード。サウジ・プレミアリーグ・アル・ナスル所属。ラテン翻字はMalek Maazの表記が用いられる場合もある。

## 経歴
ジッダ生まれ、マディーナ育ち。マディーナのクラブチーム、アル・アンサールでデビュー。元々はミッドフィルダーだったが、アル・アハリに移籍するとフォワードにコンバートされた。
代表では、サーミー・アル＝ジャービルが引退すると背番号9を受け継いだ。アジアカップ2007準決勝（対戦相手: 日本）で、2ゴールを挙げた。

## 代表歴

### 出場大会
- サウジアラビア代表
  - 2006年 FIFAワールドカップ ドイツ大会（グループリーグ敗退）
  - 2007年 AFCアジアカップ タイ・マレーシア・ベトナム・インドネシア大会（準優勝）

### 試合数
- 国際Aマッチ 46試合 14得点（2006年-2011年）[2]

| サウジアラビア代表 | 国際Aマッチ | 国際Aマッチ |
| 年                 | 出場        | 得点        |
| ------------------ | ----------- | ----------- |
| 2006               | 6           | 1           |
| 2007               | 19          | 5           |
| 2008               | 12          | 5           |
| 2009               | 8           | 3           |
| 2010               | 0           | 0           |
| 2011               | 1           | 0           |
| 通算               | 46          | 14          |